# Covini C6W
Covini C6W è una vettura prodotta da Covini Engineering.

## Descrizione
La Covini C6W è un modello coupé dotato di due posti e due porte con tetto rimovibile e trazione posteriore. L'auto è sostenuta da sei ruote con due assali anteriori e un assale posteriore come sulla Tyrrell P34.

## Storia
Il progetto della vettura iniziò nel 1974 ma solo per essere abbandonato poco dopo e lasciato dormiente fino agli anni '80 in quanto all'epoca non erano disponibili pneumatici con profilo ribassato.
Nel 2003 il progetto è stato ripreso e nel 2004 venne presentato un prototipo della vettura. Nel 2005 venne presentata al Salon International de l'Auto di Ginevra una versione leggermente rivista della vettura. Le modifiche riguardavano nuove ruote, interni rivisti ed una nuova struttura per il tetto. Iniziò anche una produzione limitata, sei - otto esemplari all'anno, in base all'accordo tra la PMI e Covini Engineering. La vettura è dotata di un motore a otto cilindri di 4.200 cc di cilindrata prodotto dalla Audi, che fornisce 324 kW (440 cv) a 6400 giri al minuto e una coppia di 470 Nm a 2700 giri al minuti. La vettura raggiunge una velocità di 299 km/h (186 miglia orarie). La carrozzeria è realizzata in fibra di carbonio e di vetro montata su un telaio realizzato in tubi di acciaio. I freni sono prodotti dalla Brembo e dotati di sistema ABS.